# DFB-Pokal 2015-2016 (primo turno)
Questa voce raccoglie un approfondimento sulle gare del primo turno (o trentaduesimi di finale) dell'edizione 2015-2016 della Coppa di Germania di calcio, disputate tra il 7 e il 10 agosto 2015.

## Formula
Il sorteggio del primo turno è stato effettuato il 10 giugno 2015 allo Stadion an der Kreuzeiche di Reutlingen. Le 64 squadre qualificate sono state suddivise in due urne da 32 nomi ciascuna:
- Nella prima urna sono state collocate le 18 squadre partecipanti alla Fußball-Bundesliga 2014-2015 e i 14 migliori club della 2. Fußball-Bundesliga 2014-2015
- Nella seconda urna si trovavano le squadre piazzatesi dal 15º al 18º posto in 2. Bundesliga, le 4 migliori piazzate della 3. Liga 2014-2015 e le rappresentanti dei comitati regionali.

L'estrazione è stata eseguita materialmente dalla tennista Andrea Petković e dall'ex calciatore Karlheinz Förster.
Come da regolamento, le squadre si affrontano in una gara secca di sola andata, in casa del club di livello minore (tenendo conto delle classifiche della stagione 2014-2015). Se al termine dei 90' regolamentari il punteggio è in parità, sono previsti due tempi supplementari da 15' ciascuno: in caso di persistente parità anche dopo di essi, la partita viene risolta ai calci di rigore.

## Incontri
| Arbitro: | Heft (Neuenkirchen) |

|  |           |                                                      |
|  | Marcatori | 9’ Sailer 10’, 66’ Stroh-Engel 57’ Heller 84’ Rausch |

| Arbitro: | Jöllenbeck (Friburgo in Brisgovia) |

|  |           |                              |
|  | Marcatori | 3’ (rig.) Kapllani 42’ Dedič |

| Arbitro: | Storks (Velen) |

|          |           |                                        |
| Maek 52’ | Marcatori | 83’ Bobadilla 101’ Mölders 109’ Werner |

| Arbitro: | Gerach (Landau) |

|                              |           |            |
| Wunderlich 68’ Reimerink 74’ | Marcatori | 41’ Quaner |

| Arbitro: | Dietz (Chronach) |

|  |           |                                        |
|  | Marcatori | 1’, 27’ (rig.), 79’ Modeste 87’ Zoller |

| Arbitro: | Cortus (Röthenbach) |

|  |           |          |
|  | Marcatori | 67’ Zuck |

| Arbitro: | Stegemann (Niederkassel) |

|             |           |                                              |
| Badiane 79’ | Marcatori | 4’ Kruse 45’ Dost 47’ De Bruyne 86’ Bendtner |

| Arbitro: | Thomsen (Kleve) |

|  |           |                                                       |
|  | Marcatori | 15’ Kiessling 55’ (rig.) Çalhanoğlu 77’ (rig.) Bender |

| Arbitro: | Stark (Ergolding) |

|  |           |                                                                |
|  | Marcatori | 3’ Huntelaar 39’ Nastasic 45+2’ Geis 63’ Di Santo 85’ Goretzka |

| Arbitro: | Rohde (Rostock) |

|  |           |                        |
|  | Marcatori | 102’ Ujah 108’ Bartels |

| Arbitro: | Schröder (Hannover) |

|                 |           |  |
| Skarlatidis 68’ | Marcatori |  |

| Arbitro: | Schriever (Wurster Nordseeküste) |

|  |           |                                           |
|  | Marcatori | 31’ Castaignos 51’ Aigner 71’ Waldschmidt |

| Arbitro: | Osmers (Hannover) |

|                         |           |  |
| Claasen 51’ Mulic 90+3’ | Marcatori |  |

| Arbitro: | Kempter (Sauldorf) |

|                                                |           |           |
| Ricciardi 13’ (rig.), 33’ (rig.), 90+1’ (rig.) | Marcatori | 63’ Kempe |

| Arbitro: | Winkmann (Kerken) |

|             |           |                        |
| Czichos 37’ | Marcatori | 41’ Didavi 60’ Ginczek |

| Arbitro: | Willenborg (Osnabrück) |

|                                           |           |                            |
| Gerlach 15’ Jovanovic 58’ Jo. Pieles 106’ | Marcatori | 48’ Olic 90+4’ Gregoritsch |

| Arbitro: | Badstübner (Windsbach) |

|                            |                      |                                             |
| Bührer Nopper Adam Göppert | Tiri di rigore 3 – 5 | Bouhaddouz Paqarada Linsmayer Kister Wooten |

| Arbitro: | Mix (Abstwind) |

|  |           |                                           |
|  | Marcatori | 2’, 45+1’, 61’, 64’ Petersen 71’ Schuster |

| Arbitro: | Schult (Osterbek) |

|  |           |                                             |
|  | Marcatori | 40’, 49’, 59’ Terodde 64’, 90+1’ Terrazzino |

| Arbitro: | Sippel (Monaco di Baviera) |

|  |           |                               |
|  | Marcatori | 25’ Aubameyang 83’ Mkhitaryan |

| Arbitro: | Aarnink (Nordhorn) |

|             |           |                                |
| Richter 43’ | Marcatori | 54’ Bakalorz 59’ (rig.) Saglik |

| Arbitro: | Siebert (Berlino) |

|                         |                      |                                          |
| Baier Weber Cekic Fritz | Tiri di rigore 1 – 3 | Konan Haggui Van Duinen Strohdiek Liendl |

| Arbitro: | Siewer (Drolshagen) |

|               |           |                                            |
| Schmieden 82’ | Marcatori | 28’ Halloran 32’ Morabit 51’, 80’ Leipertz |

| Arbitro: | Kampa (Magonza) |

|                  |           |                                           |
| Hecht-Zirpel 16’ | Marcatori | 5’ (rig.) Vidal 17’ Götze 26’ Lewandowski |

| Arbitro: | Ittrich (Amburgo) |

|                     |           |              |
| Einsiedler 30’, 48’ | Marcatori | 83’ Hartmann |

| Arbitro: | Jablonski (Brema) |

|                                        |                      |                                  |
| Jänicke Ahlschwede Ziemer Bickel Ikeng | Tiri di rigore 4 – 5 | Löwe Halfar Przybylko Vucur Karl |

| Arbitro: | Alt (Heusweiler) |

|  |           |                        |
|  | Marcatori | 16’ Sané 90+2’ Karaman |

| Arbitro: | Hartmann (Wangen) |

|  |           |                                |
|  | Marcatori | 30’ Frei 33’ Jairo 62’ Clemens |

| Arbitro: | Brand (Bamberga) |

|  |           |                      |
|  | Marcatori | 73’ Kalou 88’ Darida |

| Arbitro: | Petersen (Stoccarda) |

|           |           |  |
| Savran 1’ | Marcatori |  |

| Arbitro: | Steinhaus (Langenhagen) |

|                              |                      |                                       |
| Drexler Schwabl Klauß Kienle | Tiri di rigore 1 – 2 | Behrens Brecko Schöpf Hovland Kutsche |

| Arbitro: | Meyer (Burgdorf) |

|                |           |                                       |
| Rzatkowski 33’ | Marcatori | 54’, 67’ Stindl 56’ Traoré 86’ Hazard |

## Squadre qualificate al secondo turno
- Darmstadt
- FSV Francoforte
- Augusta
- Viktoria Colonia
- Colonia
- Eintracht Braunschweig
- Wolfsburg
- Bayer Leverkusen

- Schalke 04
- Werder Brema
- Erzgebirge Aue
- Eintracht Francoforte
- Monaco 1860
- Reutlingen
- Stoccarda
- Carl Zeiss Jena

- Sandhausen
- Friburgo
- Bochum
- Borussia Dortmund
- Paderborn
- Fortuna Düsseldorf
- Heidenheim
- Bayern Monaco

- Unterhaching
- Kaiserslautern
- Hannover 96
- Magonza
- Hertha Berlino
- RB Lipsia
- Norimberga
- Borussia M'gladbach